# Distretto di Plaeng Yao
Il distretto di Plaeng Yao (in thailandese: แปลงยาว) è un distretto (amphoe) della Thailandia, situato nella provincia di Chachoengsao.